# Бенедикт III
Бенедикт III (лат. Benedictus PP. III; ? — 17 апреля 858) — папа римский с 29 сентября 855 года по 17 апреля 858 года.

## Биография
О жизни Бенедикта до его папства мало что известно. Его отца звали Пётр. Он обучался в Риме и до избрания был кардиналом церкви Сан-Каллисто. Бенедикт имел репутацию человека образованного и благочестивого. Он был избран после отказа Адриана, первоначального кандидата от духовенства и народа. Однако римская знать предпочла другого кандидата, Анастасия. Сторонники Анастасия провозгласили его папой, однако общественное мнение было настолько сильным, что им пришлось смириться с избранием Бенедикта. Посланцы императора Священной Римской империи Людовика II вынудили Бенедикта мягко обойтись с Анастасием и его приверженцами.
Бенедикт активно вмешивался в конфликты между сыновьями императора Лотаря — Лотарем II Лотарингским, императором Людовиком II и Карлом.
В правление Бенедикта Рим посетили король Уэссекса Этельвульф и его сын, будущий король Альфред Великий.
По легенде, Бенедикту предшествовала Папесса Иоанна.